# Holmsunds socken
Holmsunds socken är ett område i Västerbotten som sedan 1974 är en del av Umeå kommun och motsvarar från 2016 Holmsunds distrikt. Beteckningen Holmsunds socken som ett samlingsbegrepp för församlingen, jordboksocknen och landskommunen användes före 1947 brett av uppslagsverk och i officiella skrivningar och används fortfarande i begränsad omfattning av museer och myndigheter dock saknas ATA-kod varför beteckningen inte är fullt officiellt erkänd. När Holmsund blev köping 1947 kom också bruket av begreppet "socken" för området ur bruk och denna benämning på området har heller ingen förankring bland dem som bor där. 
Socknens areal är 45,23 kvadratkilometer, varav 43,83 land. År 2000 fanns här 8 444 invånare. Tätorterna Obbola och Holmsund med sockenkyrkan Holmsunds kyrka ligger i socknen.

## Administrativ historik
Holmsunds församling bildades 27 februari 1863 genom en utbrytning ur Umeå landsförsamling. Den 1 januari 1918 bildades Holmsunds landskommun genom utbrytning ur Umeå landskommun. Samtidigt utbröts Holmsund till egen jordebokssocken. 1947 ombildades landskommunen till Holmsunds köping som 1974 uppgick i Umeå kommun.
1 januari 2016 inrättades distriktet Holmsund, med samma omfattning som församlingen hade 1999/2000.
Socknen har tillhört fögderier, tingslag och domsagor enligt vad som beskrivs i artikeln Västerbotten.

## Geografi
Holmsunds socken ligger kring Umeälvens mynningsvik Österfjärd. Socknen består av bergig natur på öar och halvöar vid viken.

## Fornlämningar
Från stenåldern är lösfynd funna. Från järnåldern har gravrösen påträffats.

## Namnet
Namnet kommer från tätorten som i mitten av 1800-talet anlades som lastageplats som låg vid ett sund mellan ön Holmen och halvön där orten ligger.

## Befolkningsutveckling
| Befolkningsutvecklingen i Holmsunds socken 1870–1990          | Befolkningsutvecklingen i Holmsunds socken 1870–1990 | Befolkningsutvecklingen i Holmsunds socken 1870–1990 | Befolkningsutvecklingen i Holmsunds socken 1870–1990 | Befolkningsutvecklingen i Holmsunds socken 1870–1990 |
| ------------------------------------------------------------- | ---------------------------------------------------- | ---------------------------------------------------- | ---------------------------------------------------- | ---------------------------------------------------- |
|                                                               |                                                      |                                                      |                                                      |                                                      |
| År                                                            |                                                      |                                                      | Folkmängd                                            |                                                      |
| 1870                                                          | 1870                                                 |                                                      | 440                                                  |                                                      |
| 1880                                                          | 1880                                                 |                                                      | 447                                                  |                                                      |
| 1890                                                          | 1890                                                 |                                                      | 525                                                  |                                                      |
| 1900                                                          | 1900                                                 |                                                      | 941                                                  |                                                      |
| 1910                                                          | 1910                                                 |                                                      | 1 076                                                |                                                      |
| 1920                                                          | 1920                                                 |                                                      | 4 443                                                |                                                      |
| 1930                                                          | 1930                                                 |                                                      | 5 217                                                |                                                      |
| 1940                                                          | 1940                                                 |                                                      | 4 628                                                |                                                      |
| 1950                                                          | 1950                                                 |                                                      | 5 294                                                |                                                      |
| 1960                                                          | 1960                                                 |                                                      | 5 231                                                |                                                      |
| 1970                                                          | 1970                                                 |                                                      | 6 107                                                |                                                      |
| 1980                                                          | 1980                                                 |                                                      | 8 217                                                |                                                      |
| 1990                                                          | 1990                                                 |                                                      | 8 460                                                |                                                      |
| Anm: Källor: Demografiska databasen, CEDAR, Umeå universitet. |                                                      |                                                      |                                                      |                                                      |